# Annette Bjelkevik
Annette Bjelkevik (Arendal, 12 mei 1978) is een voormalig Noors langebaanschaatsster.
Annette Bjelkevik komt uit een schaatsfamilie. Haar jongere zussen Silje en Hedvig Bjelkevik (een tweeling) schaatsen ook, waarbij Hedvig ook meedoet aan internationale toernooien.
Ze nam drie keer deel aan een WK Allroundtoernooi, maar wist zich alle drie keer niet voor de afsluitende vierde afstand te kwalificeren.

## Persoonlijke Records
| Afstand    | Tijd    | Datum           | Baan           |
| ---------- | ------- | --------------- | -------------- |
| 500 meter  | 40,00   | 14 januari 2005 | Calgary        |
| 1000 meter | 1.17,74 | 23 januari 2005 | Salt Lake City |

## Resultaten
| Jaar | EK allround | Olympische Spelen                    | WK afstanden        | WK allround | WK sprint | WK junioren |
| ---- | ----------- | ------------------------------------ | ------------------- | ----------- | --------- | ----------- |
| 1996 |             |                                      |                     |             |           | NC30        |
| 1997 |             |                                      |                     |             |           | NC23        |
| 2001 | NC17        |                                      |                     |             | 27e       |             |
| 2002 | NC21        |                                      |                     |             |           |             |
| 2003 | 15e         |                                      | 22e 1500m           | NC22        |           |             |
| 2004 | NC17        |                                      |                     |             |           |             |
| 2005 | 14e         |                                      | 21e 1000m 14e 1500m | NC16        | 27e       |             |
| 2006 | 14e         | 17e 1500m 23e 3000m 7e achtervolging |                     | NC18        |           |             |